# Crossopalpus aeneus
Crossopalpus aeneus är en tvåvingeart som först beskrevs av Walker 1871.  Crossopalpus aeneus ingår i släktet Crossopalpus och familjen puckeldansflugor. Inga underarter finns listade i Catalogue of Life.